# Joka Daróczi János
Daróczi János szerzői név: Joka Daróczi János (Berettyóújfalu, 1962. május 2.) magyar szociálpolitikus, lapszerkesztő, rovatvezető, dokumentumfilmes.

## Pályafutása
Tizennyolc évesen roma táborokat szervezett. 1984-től  Budapest XIV. kerülete Önkormányzatánál dolgozott, majd 1992-től a Magyar Televízió Roma Magazin című műsorának szerkesztő, 1998–2011 között rovatvezetője lett. Közben a Wesley János Lelkészképző Főiskolán 1993–1997 között szociális munkási, az ELTE-n 1999–2001 között szociálpolitikusi végzettséget szerzett.
Előadásokat tartott a Szegedi József Attila Tudományegyetemen (1999), illetve a Budapesti Tanítóképző Főiskolán (2000). 2001–2002-ben a PHARE Roma Program szakértőjeként, 2001–2005 között a Miniszterelnöki Hivatal által létrehozott Romaügyi Tanács tagjaként is tevékenykedett.
A Roma Produkciós Iroda keretében 2005-ben létrehozta, utána folytatta a roma gyakornoki programot.

## Riportfilmjei
- Lélegzetem is tüntetés (25’), 2000
- Roma Holocaust (25’), 2000
- Szolnoki Csanya Zsolt portré (15’), 2001
- Vérnász (52’), 2001
- Két világ között (25’), 2002
- László Gyuri bácsi fafaragó, portré (19’), 2004
- Piacosok I., II., III. – EU-csatlakozás után (3 x 10’), 2004
- Bátaszéki földművelők (24’), 2004
- Szlovákiai éhséglázadás I. (26’), 2005
- „C mint cigány” (15’), 2005
- Befogadók (26’), 2006
- Balogh Attila 50 éves (19’), 2006
- Baranyai család, portré (16’), 2006
- Szlovákiai éhséglázadás II. (26’), 2006
- Számkivetettek (25’), 2006
- Svédtelenül (25’), 2006
- Setét Jenő portré (10’), 2007
- Lépj egyet előre program (26’), 2007
- Cigánygyerekek az égből (8’), 2007
- Esélytelenek (52’), 2007
- Rigó József portré (15’), 2007

## Díjak, elismerések
- „Lélegzetem is tüntetés” - portréfilm, III. helyezés, Ungvári Nemzetközi Televíziós Szemle, 2000
- „Roma Holocaust” - dokumentumfilm, újságírói különdíj, At Home Nemzetközi Filmfesztivál, Krakkó, 2000
- „Vérnász” - színházi előadás televíziós változata, I. helyezés, CIVISEUROPA Fesztivál, Varsó, 2001
- Kisebbségekért díj 2001
- MTV Nívódíj 2004
- „Szlovákiai éhséglázadás I.” - dokumentumfilm I. helyezés , Kamera Hungária 2005
- „Szlovákiai éhséglázadás I.” dokumentumfilm, Információszabadság díj, Informatikai Minisztérium, 2005
- „C mint cigány” - dokumentumfilm – I. helyezés, Kamera Hungária 2006
- „Számkivetettek” - dokumentumfilm – SIMFEST Filmfesztivál különdíja, Marosvásárhely, 2007
- Ombudsmani emlékérem (adományozta Kaltenbach Jenő) 2007
- „Svédtelenül” - dokumentumfilm – döntőbe jutott alkotás, Emberi Jogok Dokumentumfilm Fesztiválja, Glasgow, 2007. október 17-21.
- A Magyar Köztársasági Érdemrend lovagkeresztje (polgári tagozat) 2007

## Nyelvismeret
- Romani